# Заречье (Приморское городское поселение)
Заречье (до 1948 года Юванруукки, фин. Juvanruukki) — посёлок в Приморском городском поселении Выборгского района Ленинградской области.

## Название
В переводе с финского топоним Юванруукки означает — железоделательный завод Йогана.
В 1947 году деревня была переименована в Поречье, однако позже название было изменено на Заречье. Переименование было закреплено указом Президиума ВС РСФСР от 13 января 1949 года.

## История
Деревня появилась, вероятно, во второй половине XVII века в связи с основанием 12 октября 1687 года в капелланстве Куолемаярви железоделательного завода уроженца Нидерландов Йогана Торвеста.
В 1706 году деревня представляла собой один жилой двор с населением в 8 податных душ.
К 1776 году население деревни достигло 112 человек, но затем стало сокращаться — в 1810 году в Юванруукки проживало 76 человек.

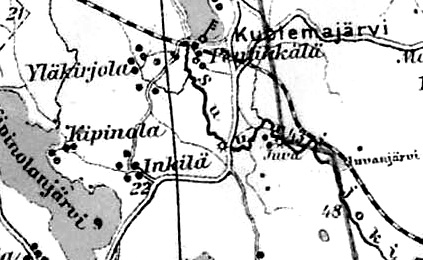
Деревня Юванруукки (Юва) на финской карте 1923 года

До 1939 года деревня Юванруукки входила в состав волости Куолемаярви Выборгской губернии Финляндской республики, деревня насчитывала 8 крестьянских дворов.
С 1 января 1940 года — в Хумалиокском сельсовете Койвистовского района Ленинградской области.
С 1 июля 1941 года по 31 мая 1944 года финская оккупация.
С 1 октября 1948 года — в Рябовском сельсовете Приморского района.
С 13 января 1949 года деревня Юванруукки учитывается административными данными как деревня Заречье.
С 1 июня 1954 года — в составе Рощинского района.
В 1958 году деревня насчитывала 207 жителей.
С 1 февраля 1963 года — в Рябовском сельсовете Выборгского района.
Согласно административным данным 1966 и 1973 годов посёлок Заречье находился в Рябовском сельсовете.
По данным 1990 года посёлок Заречье находился в Краснодолинском сельсовете.
В 1997 году в посёлке Заречье Краснодолинской волости проживали 17 человек, в 2002 году — 12 человек (русские — 84 %).
В 2007 году в посёлке Заречье Приморского ГП проживали 10 человек, в 2010 году — 14 человек.

## География
Посёлок расположен в западной части района к востоку от автодороги 41К-092 (Высокое — Синицино).
Расстояние до административного центра поселения — 24 км.
Расстояние до ближайшей железнодорожной станции Куолемаярви — 4 км.
Через посёлок протекает река Величка.

## Демография
| 2007 | 2010 | 2017 | 2021 |
| ---- | ---- | ---- | ---- |
| 10   | ↗14  | ↘5   | ↗39  |

## Улицы
Величкин проезд, Водопадная, Совхозный проезд.